# NRK1 Tegnspråk
NRK1 Tegnspråk — норвежский телевизионный канал Норвежской вещательной корпорации, созданный специально с сурдопереводом для глухонемых. Вещает с 2001 года.

## История
Канал с 2001 года показывает программы с сурдопереводом, в том числе новости NRK1 и детские телепередачи. Позднее в сетку вещания вошли передачи с NRK2 и NRK3. Трансляция телепередач с сурдопереводом доступна также на проекте NRK Nett-TV. С 2001 по 2010 годы сетку вещания преимущественно составляли новости, спортивные программы и передачи для детей, однако с 2010 года всё больше и больше передач выходят с сурдопереводом.
До 2011 года у телеканала была серьёзная проблема: картинку с оригинального канала (NRK1, NRK2, NRK3 или NRK Super) не показывали, а вместо этого на экране на синем фоне изображался сурдопереводчик, переводивший стенограмму передачи. Это вызывало серьёзные проблемы у телезрителей: кому-то приходилось ставить второй телевизор, чтобы следить и за оригинальной картинкой, и за сурдопереводом, кому-то приходилось перенастраивать телевизор сразу на два канала, чтобы видеть их одновременно на экране. В 2011 году NRK удалось разрешить эту проблему, и с тех пор переводчик и оригинальная картинка появляются на экране одновременно.
Руководителем канала является Сири Антонсен, а в штат входят 22 переводчика. Как правило, во время передачи задействованы от 3 до 4 сурдопереводчиков, которые меняют друг друга каждые 10-15 минут. По выходным выходят передачи с двумя сурдопереводчиками.